# Bunchosia glandulosa
Bunchosia glandulosa là một loài thực vật có hoa trong họ Malpighiaceae. Loài này được (Cav.) DC. mô tả khoa học đầu tiên năm 1824.